# Paternost
Paternost je priimek več znanih Slovencev:
- Joseph Paternost  (*1931), slovenski jezikoslovec v ZDA
- Katerina Paternost, lektorica francoščine FF/UL
- Metod Paternost (1894—1988), gledališki in lutkovni delavec
- Sašo Paternost, košarkarski-športni delavec